# God de Zoon

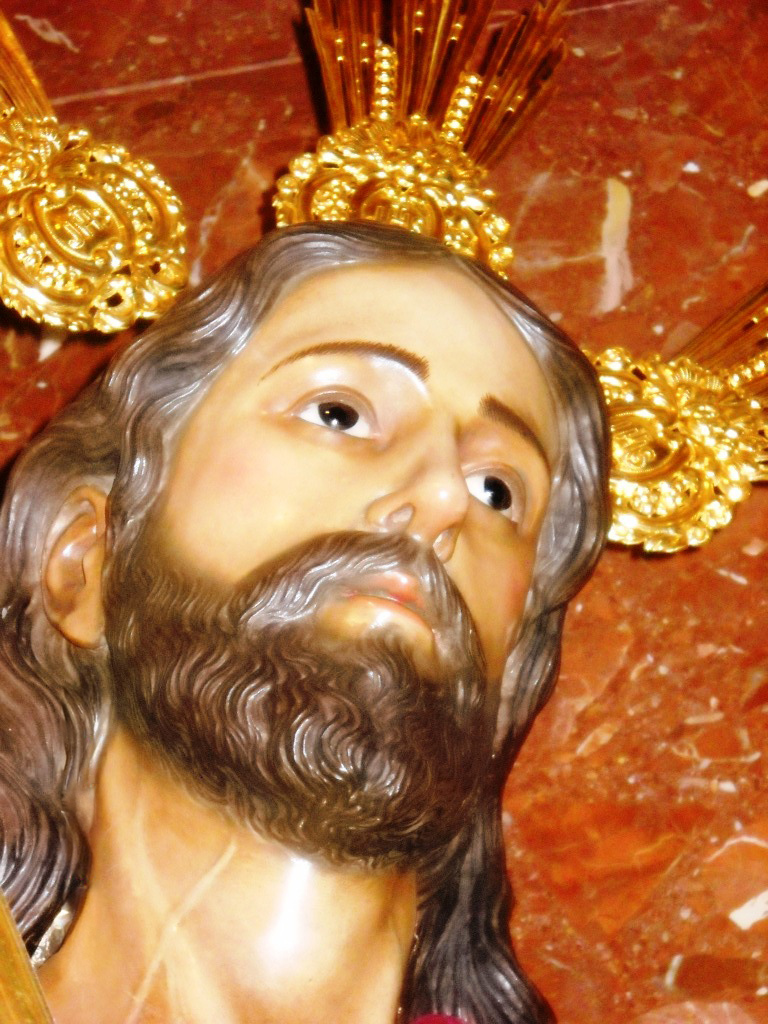
Representación de Dios Hijo, Emilio Pizarro

God de Zoon (Grieks: Θεὸς ὁ υἱός, Theós o yiós, Latijn: Deus Filius) is de naam van de tweede persoon van de Drievuldigheid in traditionele christelijke leer. Als Jezus kan de tweede persoon dialoog aangaan met de eerste persoon, de Vader.
Hoewel de uitdrukking "God de Zoon" door christenen wordt gebruikt en — met een komma ertussen — voorkomt in een bekend lied als Ere zij aan God, de Vader, komt die niet letterlijk voor in de Bijbel. In de Bijbel wordt er wel gesproken van "de Zoon van God", maar niet van "God de Zoon".